# トラブル・バケーション/熱い追跡
『トラブル・バケーション/熱い追跡』（原題：Hot Pursuit）は、1987年のアメリカ・メキシコ合作のコメディ映画。日本では劇場未公開作品であるが、1988年10月7日にVHSのみでリリースされている。

## キャスト
- ダン・バートレット：ジョン・キューザック
- マック・クラーレン：ロバート・ロッジア
- ビクター・ハニーウェル：ジェリー・スティラー
- クリス・ハニーウェル：ベン・スティラー
- アルフォンソ：キース・デイヴィッド
- ビル・クローネンバーグ：モンテ・マーカム
- バフィー・クローネンバーグ：シェリー・フェイバレス